# National Register of Historic Places in Minnesota

Karte der Countys von Minnesota und Verteilung der NRHP-Einträge

Diese Tabelle enthält alle Listen, in denen die Einträge im National Register of Historic Places in den 87 Countys des US-amerikanischen Bundesstaates Minnesota aufgeführt sind:

## Anzahl der Objekte und Distrikte nach County
|       | \| \| County \| Liste der Einträge in das NRHP im County \| Anzahl \| \| ----- \| ----------------- \| ----------------------------------------- \| ------- \| \| 1 \| Aitkin \| NRHP-Einträge im Aitkin County \| 11 \| \| 2 \| Anoka \| NRHP-Einträge im Anoka County \| 19 \| \| 3 \| Becker \| NRHP-Einträge im Becker County \| 8 \| \| 4 \| Beltrami \| NRHP-Einträge im Beltrami County \| 12 \| \| 5 \| Benton \| NRHP-Einträge im Benton County \| 5 \| \| 6 \| Big Stone \| NRHP-Einträge im Big Stone County \| 9 \| \| 7 \| Blue Earth \| NRHP-Einträge im Blue Earth County \| 28 \| \| 8 \| Brown \| NRHP-Einträge im Brown County \| 36 \| \| 9 \| Carlton \| NRHP-Einträge im Carlton County \| 14 \| \| 10 \| Carver \| NRHP-Einträge im Carver County \| 33 \| \| 11 \| Cass \| NRHP-Einträge im Cass County \| 17 \| \| 12 \| Chippewa \| NRHP-Einträge im Chippewa County \| 8 \| \| 13 \| Chisago \| NRHP-Einträge im Chisago County \| 18 \| \| 14 \| Clay \| NRHP-Einträge im Clay County \| 18 \| \| 15 \| Clearwater \| NRHP-Einträge im Clearwater County \| 5 \| \| ! 16 \| Cook \| NRHP-Einträge im Cook County \| 14 \| \| 17 \| Cottonwood \| NRHP-Einträge im Cottonwood County \| 5 \| \| 18 \| Crow Wing \| NRHP-Einträge im Crow Wing County \| 32 \| \| 19 \| Dakota \| NRHP-Einträge im Dakota County \| 35 \| \| 20 \| Dodge \| NRHP-Einträge im Dodge County \| 10 \| \| 21 \| Douglas \| NRHP-Einträge im Douglas County \| 14 \| \| 22 \| Faribault \| NRHP-Einträge im Faribault County \| 13 \| \| 23 \| Fillmore \| NRHP-Einträge im Fillmore County \| 34 \| \| 24 \| Freeborn \| NRHP-Einträge im Freeborn County \| 7 \| \| 25 \| Goodhue \| NRHP-Einträge im Goodhue County \| 60 \| \| 26 \| Grant \| NRHP-Einträge im Grant County \| 3 \| \| 27 \| Hennepin \| NRHP-Einträge im Hennepin County \| 146 \| \| 28 \| Houston \| NRHP-Einträge im Houston County \| 15 \| \| 29 \| Hubbard \| NRHP-Einträge im Hubbard County \| 5 \| \| 30 \| Isanti \| NRHP-Einträge im Isanti County \| 9 \| \| 31 \| Itasca \| NRHP-Einträge im Itasca County \| 21 \| \| 32 \| Jackson \| NRHP-Einträge im Jackson County \| 6 \| \| 33 \| Kanabec \| NRHP-Einträge im Kanabec County \| 6 \| \| 34 \| Kandiyohi \| NRHP-Einträge im Kandiyohi County \| 14 \| \| 35 \| Kittson \| NRHP-Einträge im Kittson County \| 3 \| \| 36 \| Koochiching \| NRHP-Einträge im Koochiching County \| 12 \| \| 37 \| Lac qui Parle \| NRHP-Einträge im Lac qui Parle County \| 10 \| \| 38 \| Lake \| NRHP-Einträge im Lake County \| 20 \| \| 39 \| Lake of the Woods \| NRHP-Einträge im Lake of the Woods County \| 4 \| \| 40 \| Le Sueur \| NRHP-Einträge im Le Sueur County \| 26 \| \| 41 \| Lincoln \| NRHP-Einträge im Lincoln County \| 7 \| \| 42 \| Lyon \| NRHP-Einträge im Lyon County \| 11 \| \| 43 \| Mahnomen \| NRHP-Einträge im Mahnomen County \| 3 \| \| 44 \| Marshall \| NRHP-Einträge im Marshall County \| 3 \| \| 45 \| Martin \| NRHP-Einträge im Martin County \| 8 \| \| 46 \| McLeod \| NRHP-Einträge im McLeod County \| 7 \| \| 47 \| Meeker \| NRHP-Einträge im Meeker County \| 11 \| \| 48 \| Mille Lacs \| NRHP-Einträge im Mille Lacs County \| 12 \| \| 49 \| Morrison \| NRHP-Einträge im Morrison County \| 24 \| \| 50 \| Mower \| NRHP-Einträge im Mower County \| 10 \| \| 51 \| Murray \| NRHP-Einträge im Murray County \| 8 \| \| 52 \| Nicollet \| NRHP-Einträge im Nicollet County \| 25 \| \| 53 \| Nobles \| NRHP-Einträge im Nobles County \| 10 \| \| 54 \| Norman \| NRHP-Einträge im Norman County \| 5 \| \| 55 \| Olmsted \| NRHP-Einträge im Olmsted County \| 25 \| \| 56 \| Otter Tail \| NRHP-Einträge im Otter Tail County \| 22 \| \| 57 \| Pennington \| NRHP-Einträge im Pennington County \| 3 \| \| 58 \| Pine \| NRHP-Einträge im Pine County \| 22 \| \| 59 \| Pipestone \| NRHP-Einträge im Pipestone County \| 14 \| \| 60 \| Polk \| NRHP-Einträge im Polk County \| 6 \| \| 61 \| Pope \| NRHP-Einträge im Pope County \| 12 \| \| 62 \| Ramsey \| NRHP-Einträge im Ramsey County \| 113 \| \| 63 \| Red Lake \| NRHP-Einträge im Red Lake County \| 2 \| \| 64 \| Redwood \| NRHP-Einträge im Redwood County \| 24 \| \| 65 \| Renville \| NRHP-Einträge im Renville County \| 6 \| \| 66 \| Rice \| NRHP-Einträge im Rice County \| 73 \| \| 67 \| Rock \| NRHP-Einträge im Rock County \| 19 \| \| 68 \| Roseau \| NRHP-Einträge im Roseau County \| 3 \| \| 69 \| Scott \| NRHP-Einträge im Scott County \| 18 \| \| 70 \| Sherburne \| NRHP-Einträge im Sherburne County \| 5 \| \| 71 \| Sibley \| NRHP-Einträge im Sibley County \| 7 \| \| 72 \| St. Louis \| NRHP-Einträge im St. Louis County \| 118 \| \| 73 \| Stearns \| NRHP-Einträge im Stearns County \| 36 \| \| 74 \| Steele \| NRHP-Einträge im Steele County \| 12 \| \| 75 \| Stevens \| NRHP-Einträge im Stevens County \| 6 \| \| 76 \| Swift \| NRHP-Einträge im Swift County \| 9 \| \| 77 \| Todd \| NRHP-Einträge im Todd County \| 12 \| \| 78 \| Traverse \| NRHP-Einträge im Traverse County \| 5 \| \| 79 \| Wabasha \| NRHP-Einträge im Wabasha County \| 25 \| \| 80 \| Wadena \| NRHP-Einträge im Wadena County \| 7 \| \| 81 \| Waseca \| NRHP-Einträge im Waseca County \| 10 \| \| 82 \| Washington \| NRHP-Einträge im Washington County \| 43 \| \| 83 \| Watonwan \| NRHP-Einträge im Watonwan County \| 5 \| \| 84 \| Wilkin \| NRHP-Einträge im Wilkin County \| 7 \| \| 85 \| Winona \| NRHP-Einträge im Winona County \| 41 \| \| 86 \| Wright \| NRHP-Einträge im Wright County \| 22 \| \| 87 \| Yellow Medicine \| NRHP-Einträge im Yellow Medicine County \| 7 \| \| Summe \| Summe \| Summe \| 1.648 1 \| |                                           |         |
|       | County | Liste der Einträge in das NRHP im County  | Anzahl  |
| 1     | Aitkin | NRHP-Einträge im Aitkin County            | 11      |
| 2     | Anoka | NRHP-Einträge im Anoka County             | 19      |
| 3     | Becker | NRHP-Einträge im Becker County            | 8       |
| 4     | Beltrami | NRHP-Einträge im Beltrami County          | 12      |
| 5     | Benton | NRHP-Einträge im Benton County            | 5       |
| 6     | Big Stone | NRHP-Einträge im Big Stone County         | 9       |
| 7     | Blue Earth | NRHP-Einträge im Blue Earth County        | 28      |
| 8     | Brown | NRHP-Einträge im Brown County             | 36      |
| 9     | Carlton | NRHP-Einträge im Carlton County           | 14      |
| 10    | Carver | NRHP-Einträge im Carver County            | 33      |
| 11    | Cass | NRHP-Einträge im Cass County              | 17      |
| 12    | Chippewa | NRHP-Einträge im Chippewa County          | 8       |
| 13    | Chisago | NRHP-Einträge im Chisago County           | 18      |
| 14    | Clay | NRHP-Einträge im Clay County              | 18      |
| 15    | Clearwater | NRHP-Einträge im Clearwater County        | 5       |
| ! 16  | Cook | NRHP-Einträge im Cook County              | 14      |
| 17    | Cottonwood | NRHP-Einträge im Cottonwood County        | 5       |
| 18    | Crow Wing | NRHP-Einträge im Crow Wing County         | 32      |
| 19    | Dakota | NRHP-Einträge im Dakota County            | 35      |
| 20    | Dodge | NRHP-Einträge im Dodge County             | 10      |
| 21    | Douglas | NRHP-Einträge im Douglas County           | 14      |
| 22    | Faribault | NRHP-Einträge im Faribault County         | 13      |
| 23    | Fillmore | NRHP-Einträge im Fillmore County          | 34      |
| 24    | Freeborn | NRHP-Einträge im Freeborn County          | 7       |
| 25    | Goodhue | NRHP-Einträge im Goodhue County           | 60      |
| 26    | Grant | NRHP-Einträge im Grant County             | 3       |
| 27    | Hennepin | NRHP-Einträge im Hennepin County          | 146     |
| 28    | Houston | NRHP-Einträge im Houston County           | 15      |
| 29    | Hubbard | NRHP-Einträge im Hubbard County           | 5       |
| 30    | Isanti | NRHP-Einträge im Isanti County            | 9       |
| 31    | Itasca | NRHP-Einträge im Itasca County            | 21      |
| 32    | Jackson | NRHP-Einträge im Jackson County           | 6       |
| 33    | Kanabec | NRHP-Einträge im Kanabec County           | 6       |
| 34    | Kandiyohi | NRHP-Einträge im Kandiyohi County         | 14      |
| 35    | Kittson | NRHP-Einträge im Kittson County           | 3       |
| 36    | Koochiching | NRHP-Einträge im Koochiching County       | 12      |
| 37    | Lac qui Parle | NRHP-Einträge im Lac qui Parle County     | 10      |
| 38    | Lake | NRHP-Einträge im Lake County              | 20      |
| 39    | Lake of the Woods | NRHP-Einträge im Lake of the Woods County | 4       |
| 40    | Le Sueur | NRHP-Einträge im Le Sueur County          | 26      |
| 41    | Lincoln | NRHP-Einträge im Lincoln County           | 7       |
| 42    | Lyon | NRHP-Einträge im Lyon County              | 11      |
| 43    | Mahnomen | NRHP-Einträge im Mahnomen County          | 3       |
| 44    | Marshall | NRHP-Einträge im Marshall County          | 3       |
| 45    | Martin | NRHP-Einträge im Martin County            | 8       |
| 46    | McLeod | NRHP-Einträge im McLeod County            | 7       |
| 47    | Meeker | NRHP-Einträge im Meeker County            | 11      |
| 48    | Mille Lacs | NRHP-Einträge im Mille Lacs County        | 12      |
| 49    | Morrison | NRHP-Einträge im Morrison County          | 24      |
| 50    | Mower | NRHP-Einträge im Mower County             | 10      |
| 51    | Murray | NRHP-Einträge im Murray County            | 8       |
| 52    | Nicollet | NRHP-Einträge im Nicollet County          | 25      |
| 53    | Nobles | NRHP-Einträge im Nobles County            | 10      |
| 54    | Norman | NRHP-Einträge im Norman County            | 5       |
| 55    | Olmsted | NRHP-Einträge im Olmsted County           | 25      |
| 56    | Otter Tail | NRHP-Einträge im Otter Tail County        | 22      |
| 57    | Pennington | NRHP-Einträge im Pennington County        | 3       |
| 58    | Pine | NRHP-Einträge im Pine County              | 22      |
| 59    | Pipestone | NRHP-Einträge im Pipestone County         | 14      |
| 60    | Polk | NRHP-Einträge im Polk County              | 6       |
| 61    | Pope | NRHP-Einträge im Pope County              | 12      |
| 62    | Ramsey | NRHP-Einträge im Ramsey County            | 113     |
| 63    | Red Lake | NRHP-Einträge im Red Lake County          | 2       |
| 64    | Redwood | NRHP-Einträge im Redwood County           | 24      |
| 65    | Renville | NRHP-Einträge im Renville County          | 6       |
| 66    | Rice | NRHP-Einträge im Rice County              | 73      |
| 67    | Rock | NRHP-Einträge im Rock County              | 19      |
| 68    | Roseau | NRHP-Einträge im Roseau County            | 3       |
| 69    | Scott | NRHP-Einträge im Scott County             | 18      |
| 70    | Sherburne | NRHP-Einträge im Sherburne County         | 5       |
| 71    | Sibley | NRHP-Einträge im Sibley County            | 7       |
| 72    | St. Louis | NRHP-Einträge im St. Louis County         | 118     |
| 73    | Stearns | NRHP-Einträge im Stearns County           | 36      |
| 74    | Steele | NRHP-Einträge im Steele County            | 12      |
| 75    | Stevens | NRHP-Einträge im Stevens County           | 6       |
| 76    | Swift | NRHP-Einträge im Swift County             | 9       |
| 77    | Todd | NRHP-Einträge im Todd County              | 12      |
| 78    | Traverse | NRHP-Einträge im Traverse County          | 5       |
| 79    | Wabasha | NRHP-Einträge im Wabasha County           | 25      |
| 80    | Wadena | NRHP-Einträge im Wadena County            | 7       |
| 81    | Waseca | NRHP-Einträge im Waseca County            | 10      |
| 82    | Washington | NRHP-Einträge im Washington County        | 43      |
| 83    | Watonwan | NRHP-Einträge im Watonwan County          | 5       |
| 84    | Wilkin | NRHP-Einträge im Wilkin County            | 7       |
| 85    | Winona | NRHP-Einträge im Winona County            | 41      |
| 86    | Wright | NRHP-Einträge im Wright County            | 22      |
| 87    | Yellow Medicine | NRHP-Einträge im Yellow Medicine County   | 7       |
| Summe | Summe | Summe                                     | 1.648 1 |